# Cantó de Perpinyà-7
El cantó de Perpinyà-7 era una divisió administrativa francesa, situada a la Catalunya del Nord, al departament dels Pirineus Orientals.

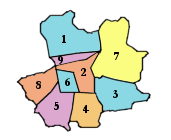
Cantons de Perpinyà. Inclou el terme de Cabestany dins del 3r cantó i el de Bompàs dins del 7è.

## Composició
El cantó de Perpinyà-7 estava format per dos municipis del Rosselló:
- Part de la ciutat de Perpinyà (capital del cantó), comprenent els barris de:
  - Els Plàtans
  - Les Coves
  - Clos Benet
  - Mas Vermell
  - Carretera de Canet
  - Massília
  - Mas Llaró
  - Castell Rosselló
- Bompàs

## Política
L'actual conseller general per aquest cantó és Jean Sol, de la Unió per a un Moviment Popular, que va obtenir la victòria en la segona volta de les darreres eleccions cantonals, celebrades el 28 de març de 2004. En la segona volta d'aquests comicis, Jean Sol va aconseguir el 45,02% dels vots, derrotant el candidat socialista i conseller sortint Claude Cansouline, que només va obtenir el 39,63%. El candidat del Front National, Joseph Sampé, va quedar tercer amb el 15,34% dels sufragis.

## Història
El cantó de Perpinyà-VII fou creat arran del desmembrament dels cantons de Perpinyà Est i Perpinyà Oest en 1973 (decret n. 73-819 del 16 d'agost de 1973). Inicialment, el cantó de Perpinyà-VII (o Riberal-Salanca) comprenia les comunes de Vilanova de la Ribera, Bao, Sant Esteve del Monestir, Pià, Bompàs, Vilallonga de la Salanca i Santa Maria la Mar. El cap de cantó s'havia fixat a Perpinyà, qui no en formava part.
Una redistribució va dividir el cantó de Perpinyà-VII en 1985 (decret n. 85-149 de 31 de gener 1985), repartint les comunes entre els cantons de Ribesaltes, Sant Llorenç de la Salanca i els nous cantons de Sant Esteve i Perpinyà-7. L'actual cantó de Perpinyà-7 té en comú amb el de 1973 la comuna de Bonpàs.

## A partir del 2015
Aquest cantó desapareix i els pobles i districtes que el formaven han estat repartits d'una altra manera. Al Cantó de Perpinyà-2 hi van les comunes de Bompàs, Vilallonga de la Salanca i Santa Maria la Mar, a més del sector nord-est de la ciutat de Perpinyà. Al Cantó de la Costa Salanquesa, la de Pià. Al Cantó del Riberal, les de Vilanova de la Ribera, Bao i Sant Esteve del Monestir.

## Consellers generals
| Data d'elecció | Identitat         | Partit      | Qualitat                                               |
| -------------- | ----------------- | ----------- | ------------------------------------------------------ |
| 1973 - 1985    | Michel Ey         | RI puis UDF | Maire de Sant Esteve del Monestir (1959-1995)          |
| 1985 - 1988    | Claude Barate     | RPR         | diputat (1986-1997) Primer adjunt al maire de Perpinyà |
| 1988 - 1998    | Françoise Barate  | RPR         | Conseller regional de 1998 a 2004                      |
| 1998 - 2004    | Claude Cansouline | PS          | Conseller municipal de Perpinyà                        |
| 2004 - en curs | Jean Sol          | UMP         | Conseller municipal de Bonpàs                          |